# Weyerhaeuser
Weyerhaeuser – wieś w Stanach Zjednoczonych, w stanie Wisconsin, w hrabstwie Rusk.